# Harri Nevanlinna

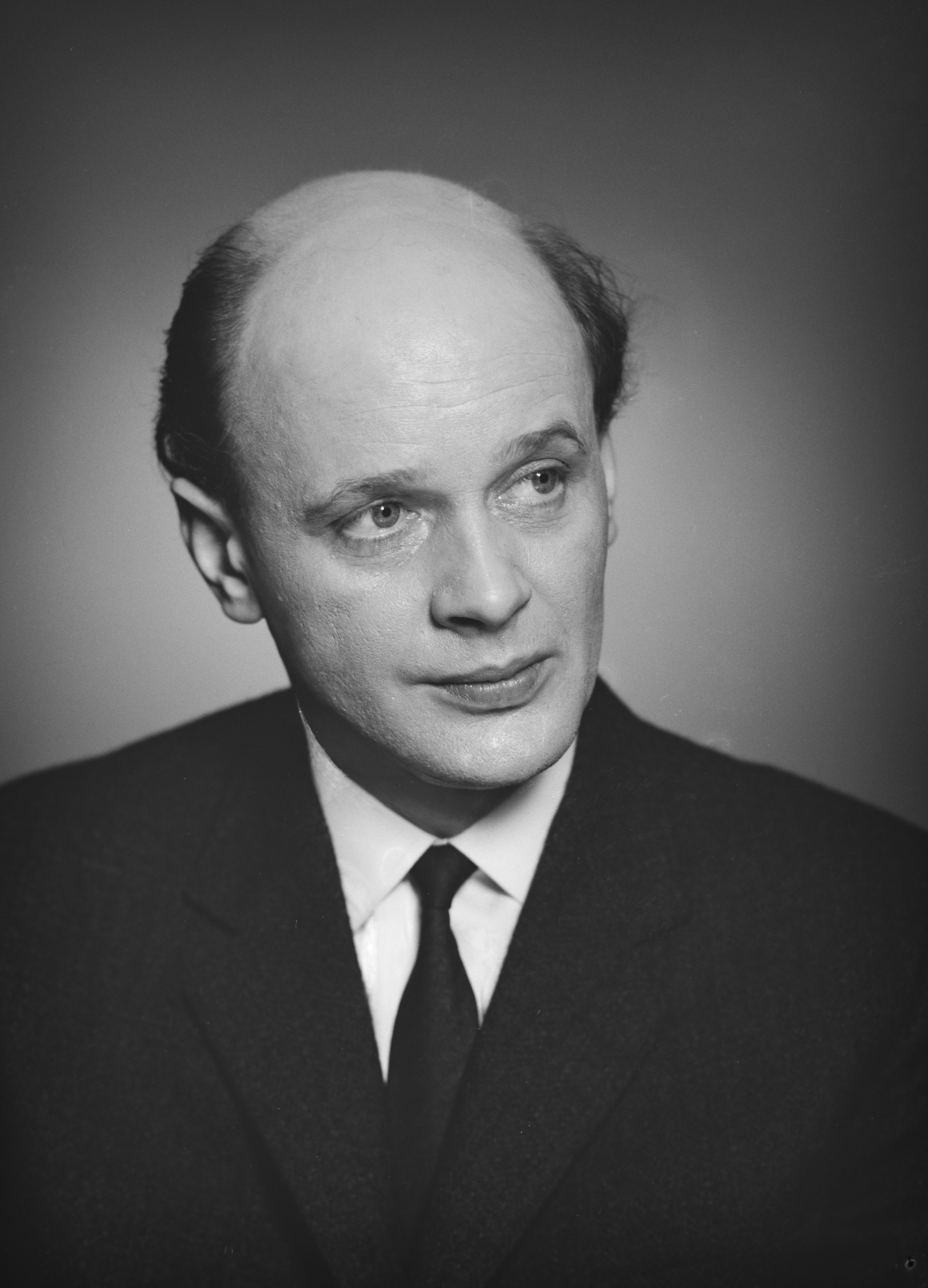
Harri Nevanlinna år 1962.

Rolf Harri Nevanlinna, född 6 februari 1922 i Helsingfors, död där 4 september 1994, var en finländsk läkare. Han var son till matematikern Rolf Nevanlinna och bror till arkitekten Arne Nevanlinna.
Nevanlinna blev medicine och kirurgie doktor 1953, docent i blodgruppsserologi vid Helsingfors universitet 1957 och 1965 i medicinsk genetik. Han tjänstgjorde som chef för Finlands Röda Kors blodtjänst 1948–1988 och förlänades professors titel 1968.
År 1973 utgav Nevanlinna verket Suomen väestörakenne, där han på basis av blodgruppsforskning framhöll den finländska landsbygdsbefolkningens inhemska ursprung. Han utvecklade vidare en uppmärksammad metod att motarbeta uppkomsten av gulsot hos nyfödda beroende på hemolys genom att passivt immunisera modern med anti-Rh (anti-D) immunglobulin och sålunda hindra henne från att själv producera Rh-antikroppar, som annars bildas när fostrets röda blodkroppar kommer i hennes blodomlopp.  